# Soufiane Karkache
Soufiane Karkache (en arabe : سفيان كركاش), né le 2 juillet 1999 à Bruxelles en Belgique, est un footballeur belgo-marocain qui joue au poste de milieu défensif au Mouloudia Club de Oujda. Il possède la double nationalité marocaine et belge.

## Biographie
Natif de Bruxelles, Soufiane grandit à Molenbeek-Saint-Jean de parents marocains. Son père, Abdelaziz Kerkache est un ex-joueur de football ayant évolué en Belgique. Soufiane intègre très jeune l'académie du RWD Molenbeek avant de s'engager à l'Union Saint-Gilloise, puis au RSC Anderlecht. 

### En club

#### Jeunesse et formation au Club Bruges KV (2015-2018)
Le joueur signe en 2015 un contrat avec le Club Bruges KV. Lors de son passage dans la catégorie des -19 ans, le joueur intéresse les plus grandes équipes d'Europe, notamment après ses prestations en Youth League. Parmi les pistes sérieuses, le LOSC Lille et le West Bromwich Albion.

#### Débuts en Botola Pro (depuis 2018)
Pour des raisons personnelles, le joueur quitte la Belgique et est transféré dans sa ville d'origine où son père a évolué. Il évolue une saison dans le club promu en première division du Mouloudia Club de Oujda. Lors de son premier match professionnel, il est titulaire et porte le numéro 23 pour affronter le Wydad Casablanca, le 21 octobre 2018 (défaite, 2-0).
Lors de la trève hivernale en 2019, deux équipes de Ligue 1 et un club de Pro League s'intéressent au jeune Belgo-Marocain. Ce dernier, pour des raisons personnelles, préfère continuer son aventure au Maroc.
Le 19 août 2019, le joueur signe un contrat de trois ans au sein du club RS Berkane.

### En sélections nationales
Avec l'équipe de Belgique des moins de 17 ans, il participe au championnat d'Europe des moins de 17 ans en 2016. Lors de cette compétition organisée en Azerbaïdjan, il ne joue qu'une seule rencontre, face à l'Écosse. La Belgique s'incline en quart de finale face à l'Allemagne.
Le 18 août 2019, il est présélectionné par l'adjoint Patrice Beaumelle avec les moins de 23 ans du Maroc pour une double confrontation contre l'équipe des moins de 23 ans du Mali comptant pour les éliminatoires de la Coupe d'Afrique des nations des moins de 23 ans.

## Palmarès

### En club
|  |  | Wydad Casablanca - Championnat du Maroc de football (2) : - Champion : 2021 et 2022. |